# Panama aux Jeux olympiques d'été de 2020
Le Panama participe aux Jeux olympiques de 2020 à Tokyo au Japon. Il s'agit de sa 18e participation à des Jeux d'été.

## Athlètes engagés
| Sport      | Hommes | Femmes | Total |
| ---------- | ------ | ------ | ----- |
| Athlétisme | 2      | 2      | 4     |
| Boxe       | 0      | 1      | 1     |
| Cyclisme   | 1      | 0      | 1     |
| Judo       | 0      | 2      | 2     |
| Natation   | 1      | 1      | 2     |
| Total      | 4      | 6      | 10    |

## Résultats

### Athlétisme
| Athlète            | Épreuve             | Série       | Série       | Demi-finale | Demi-finale | Finale          | Finale  |
| Athlète            | Épreuve             | Temps       | Rang        | Temps       | Rang        | Temps           | Rang    |
| ------------------ | ------------------- | ----------- | ----------- | ----------- | ----------- | --------------- | ------- |
| Alonso Edward      | 200 m masculin      | 20 s 60     | 2e          | Abandon     | Abandon     | Éliminé         | Éliminé |
| Jorge Castelblanco | Marathon masculin   | Non disputé | Non disputé | Non disputé | Non disputé | 2 h 33 min 22 s | 75e     |
| Gianna Woodruff    | 400 m haies féminin | 55 s 49     | 2e          | 54 s 22 NR  | 2e          | 55 s 84         | 7e      |

| Athlète              | Épreuve                  | Qualification | Qualification | Finale      | Finale   |
| Athlète              | Épreuve                  | Performance   | Rang          | Performance | Rang     |
| -------------------- | ------------------------ | ------------- | ------------- | ----------- | -------- |
| Nathalee Aranda (en) | Saut en longueur féminin | 6,12 m        | 272e          | Éliminée    | Éliminée |

### Boxe
| Athlète       | Catégorie       | 1/8e de finale      | Quart de finale     | Demi-finale         | Finale              | Rang     |
| Athlète       | Catégorie       | Adversaire Résultat | Adversaire Résultat | Adversaire Résultat | Adversaire Résultat | Rang     |
| ------------- | --------------- | ------------------- | ------------------- | ------------------- | ------------------- | -------- |
| Atheyna Bylon | Moyens (-75 kg) | Parker Victoire 5-0 | Price Défaie 0-5    | Éliminée            | Éliminée            | Éliminée |

### Cyclisme sur route
| Athlète           | Compétition     | Temps   | Rang    |
| ----------------- | --------------- | ------- | ------- |
| Christofer Jurado | Course en ligne | Abandon | Abandon |

### Judo
| Athlète               | Compétition    | 1er tour                | 2e tour             | Quart de finale     | Demi-finale         | Repêchage           | Finale              | Rang     |
| Athlète               | Compétition    | Adversaire Résultat     | Adversaire Résultat | Adversaire Résultat | Adversaire Résultat | Adversaire Résultat | Adversaire Résultat | Rang     |
| --------------------- | -------------- | ----------------------- | ------------------- | ------------------- | ------------------- | ------------------- | ------------------- | -------- |
| Kristine Jiménez (en) | Moins de 52 kg | Kuzyutina Défaite 00-10 | Éliminée            | Éliminée            | Éliminée            | Éliminée            | Éliminée            | Éliminée |
| Miryam Roper          | Moins de 57 kg | Kim (en) Défaite 00-10  | Éliminée            | Éliminée            | Éliminée            | Éliminée            | Éliminée            | Éliminée |

### Natation
| Athlète                 | Épreuve                | Série         | Série | Demi-finale | Demi-finale | Finale   | Finale   |
| Athlète                 | Épreuve                | Temps         | Rang  | Temps       | Rang        | Temps    | Rang     |
| ----------------------- | ---------------------- | ------------- | ----- | ----------- | ----------- | -------- | -------- |
| Tyler Christianson (en) | 200 m brasse masculin  | 2 min 13 s 41 | 29e   | Éliminé     | Éliminé     | Éliminé  | Éliminé  |
| Tyler Christianson (en) | 200 m 4 nages masculin | 2 min 2 s 70  | 40e   | Éliminé     | Éliminé     | Éliminé  | Éliminé  |
| Emily Santos (en)       | 100 m brasse féminin   | 1 min 12 s 10 | 35e   | Éliminée    | Éliminée    | Éliminée | Éliminée |